# Brexius
Brexius är ett släkte av skalbaggar. Brexius ingår i familjen vivlar.
Kladogram enligt Catalogue of Life:
| Brexius | \| \| Brexius adscitus \| \| \| \| \| \| Brexius angusticollis \| \| \| \| \| \| Brexius diversipes \| \| \| \| \| \| Brexius lineatus \| \| \| \| \| \| Brexius murinus \| \| \| \| |
|         | \| \| Brexius adscitus \| \| \| \| \| \| Brexius angusticollis \| \| \| \| \| \| Brexius diversipes \| \| \| \| \| \| Brexius lineatus \| \| \| \| \| \| Brexius murinus \| \| \| \| |
|         | Brexius adscitus |
|         | |
|         | Brexius angusticollis |
|         | |
|         | Brexius diversipes |
|         | |
|         | Brexius lineatus |
|         | |
|         | Brexius murinus |
|         | |